# Carex tetanica
Carex tetanica là một loài thực vật có hoa trong họ Cói. Loài này được Schkuhr mô tả khoa học đầu tiên năm 1806.

## Hình ảnh

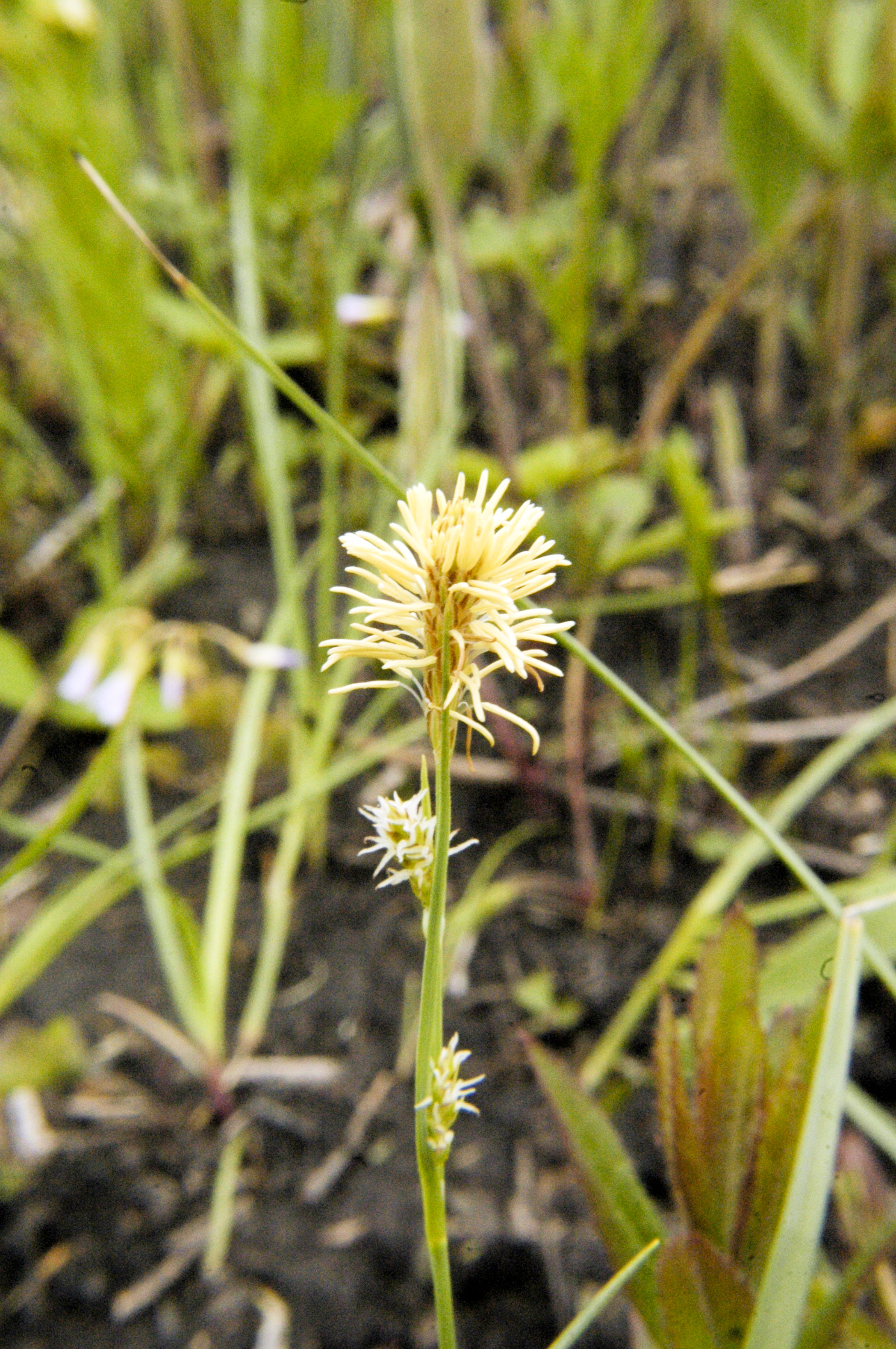